# Brassavola cebolleta
Brassavola cebolleta es una especie epífita de orquídea del género Brassavola de la tribu Epidendreae en la familia Orchidaceae. Habita en selvas subtropicales del centro de América del Sur, en altitudes desde el nivel del mar hasta los 500 m s. n. m..

## Distribución y hábitat
Esta especie se encuentra en Perú, en Bolivia, en Brasil, en el estado de Mato Grosso del Sur, en Paraguay y en la Argentina.
En la Argentina se distribuye en la mesopotamia del nordeste, con herborizaciones en el departamento San Ignacio de la provincia de Misiones.
En Paraguay fue colectada en los departamentos de Guairá y Ñeembucú.
Hábitat
Habita en ambientes de selva subtropical, tanto climáxica como en galería, siendo una orquídea característica de la provincia fitogeográfica del cerrado.

## Descripción
Esta especie generalmente crece de manera epífita, pero en algunos paredones de basalto también puede ser litófita. 
El tallo es robusto, cilíndrico y alargado; el pseudobulbo es estrecho; lleva una hoja alargada surcada de nerviaciones y terminada en punta. La inflorescencia es un racimo de 5 a 7 flores, con raquis de 5,5 ± 3 cm de largo; sépalos y pétalos largos y estrechos de color blanco con tono amarillo-oliva claro, en especial hacia la garganta del ancho labelo, cuya parte superior abraza una parte de la columna.
Reproducción
Brassavola cebolleta posee una floración anual. Su periodo de floración, en el estado brasileño de Mato Grosso del Sur, se inicia en junio y se extiende hasta septiembre, con un pico a mediados de agosto. La apertura de las flores es secuencial, abriendo dos flores por día, cuyos estigmas ya están receptivos durante la resupinación y hasta marchitar, 10 a 15 días más tarde. Es polinizada durante la noche, siendo el potencial vector de su polen el lepidóptero Notodontidae del género Hemiceras. Cuando se produce la polinización, la flor envejece y se seca inmediatamente.
Cultivo
Esta especie vive fácilmente en cultivo y gracias a sus hojas teretes es resistente a las sequía.
Como otras especies de Brassavola puede hibridar fácilmente con otras especies del mismo género o de otros géneros próximos, como Cattleya, Laelia, Sophronitis, etc.

## Taxonomía
Brassavola cebolleta fue descrita por  Heinrich Gustav Reichenbach y publicado en Bonplandia 3: 221. 1855.
Etimología
Ver: Brassavola
cebolleta: epíteto latino que significa "pequeña cebolla".
Sinónimos
- Brassavola chacoensis Kraenzl., 1905
- Bletia cebolleta Rchb.f., 1862
- Brassavola reginae Pabst, 1978
- Brassavola revoluta sensu Withner
- Brassavola cebolleta var. fasciculata (Pabst) H. G. Jones
- Brassavola fasciculata Pabst
- Brassavola ovaliformis C.Schweinf., 1949 sensu Withner
- Brassavola ovaliformis var. fasciculata (Pabst) Jones sensu Withner[12]